# Catherine Barreau
Pour les articles homonymes, voir Barreau (homonymie).
Catherine Barreau, née en 1965, est une écrivaine belge.

## Œuvres
- Les ombres se penchent, Saint-Denis, France, Éditions Édilivre, 2015, 84 p.  (ISBN 978-2-332-92192-5)
- Quatre attentes, Louvain-la-Neuve, Belgique, Academia-Bruylant, 2015, 110 p.  (ISBN 978-2-8061-0247-8)
- L’Escalier, Neufchâteau, Belgique, Weyrich Édition, coll. « Plume du coq », 2016, 330 p.  (ISBN 978-2-87489-400-8)
- La Confiture de morts[1],[2], Neufchâteau, Belgique, Weyrich Édition, coll. « Plume du coq », 2020, 330 p.  (ISBN 978-2-87489-601-9)
- La grande profondeur, Neufchâteau, Belgique, Lire et Écrire Luxembourg, Weyrich, coll. « La Traversée », 2023
- Tes cendres, Bruxelles, L'Arbre de Diane, 2023

## Prix
- Prix Rossel 2020 pour La Confiture de morts[3],[4].